# Sfera di Alexander

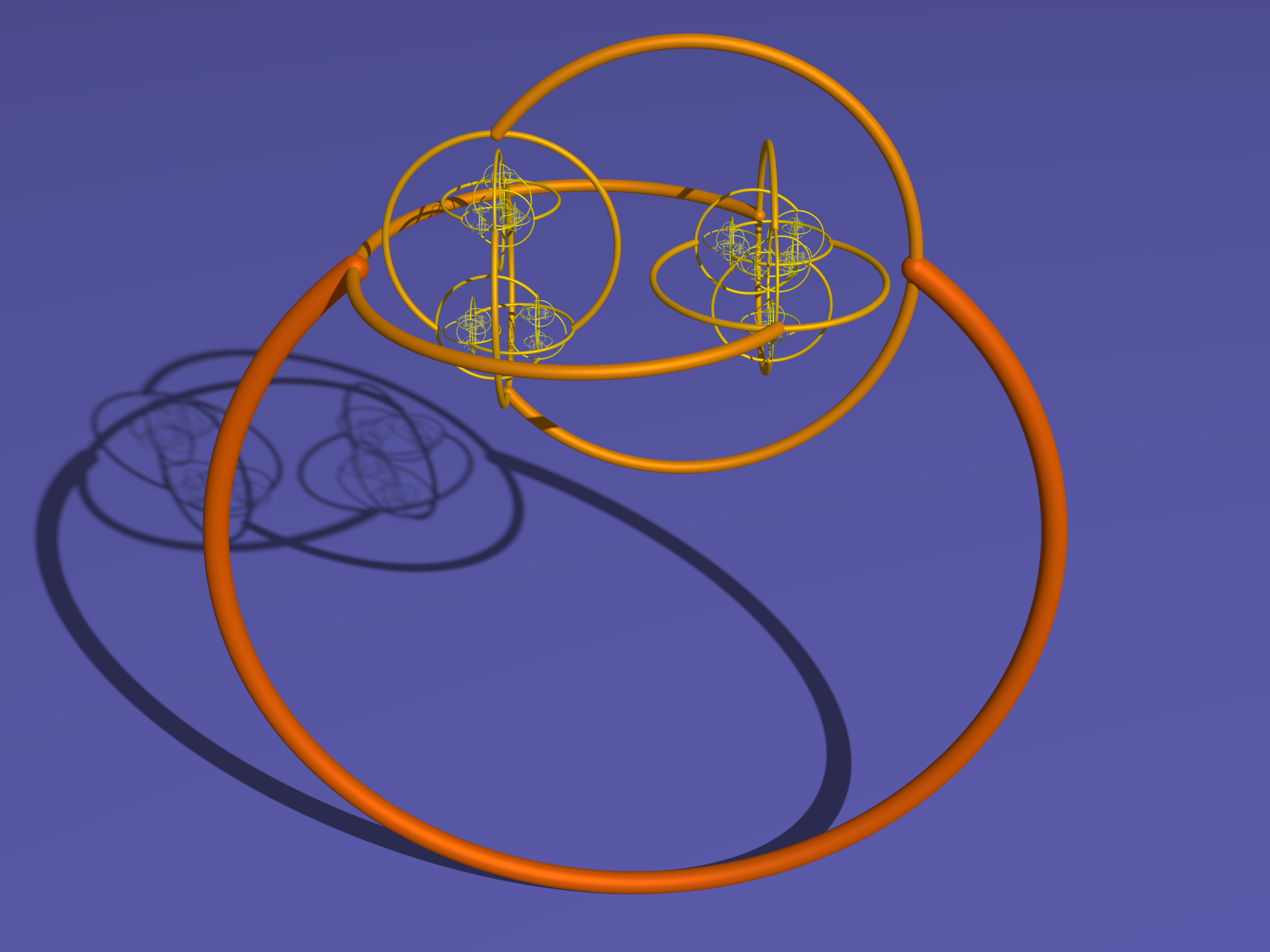
La sfera di Alexander

La sfera di Alexander è, in geometria, un oggetto topologico scoperto nel 1924 dal matematico James Alexander. Si tratta di una superficie nello spazio omeomorfa a una sfera, ma con proprietà molto diverse da questa.

## Costruzione
La sfera di Alexander è costruita come bordo di un oggetto tridimensionale, definito iterando infinite volte la costruzione mostrata in figura. La costruzione parte da un "arco solido" di toro solido, avente due estremità. Il procedimento iterativo consiste nell'aggiungere ad ogni estremità un altro arco solido analogo, più piccolo (le "corna"): il numero di estremità raddoppia. 
Il risultato di questo procedimento è un oggetto omeomorfo ad un albero con rami che si diramano infinitamente. Se i rami non si diramassero infinitamente, ma fossero finiti, questo oggetto sarebbe omeomorfo al disco tridimensionale
{\displaystyle D^{3}={\big \{}x\in \mathbb {R} ^{3}\ {\big |}\ |x|\leq 1{\big \}}.}
Poiché i rami sono infiniti in tutte le direzioni, l'oggetto descritto è invece omeomorfo al disco a cui è stato rimosso un insieme di Cantor contenuto nel bordo. Ogni punto di questo insieme di Cantor corrisponde ad un percorso infinito lungo i rami, definito da una sequenza infinita di lettere "s" e "d", corrispondenti alla svolta (a "sinistra" o "destra") effettuata ad ogni diramazione. 
La chiusura di questo oggetto in {\displaystyle \mathbb {R} ^{3}} è omeomorfa al disco: ogni percorso infatti ha come limite un punto dello spazio, e percorsi diversi hanno limiti diversi. Il bordo della chiusura è quindi omeomorfo ad una sfera: questa è la sfera di Alexander.

## Proprietà
La sfera di Alexander, pur essendo omeomorfa alla sfera standard
{\displaystyle S^{2}={\big \{}x\in \mathbb {R} ^{3}\ {\big |}\ |x|=1{\big \}},}
è contenuta nello spazio in modo molto differente. Come la sfera standard, separa lo spazio in due zone: quella interna e quella esterna; quella interna è una palla. Quella esterna è però notevolmente differente: non è semplicemente connessa (mentre la parte esterna della sfera standard lo è). Infatti una curva semplice chiusa che allaccia un qualsiasi ramo non è contraibile tramite una omotopia. 
Ne segue che non esiste nessun omeomorfismo dello spazio che porti {\displaystyle S^{2}} nella sfera di Alexander. I modi in cui la sfera standard e quella di Alexander sono contenute nello spazio sono topologicamente differenti.
Aggiungendo un punto a {\displaystyle \mathbb {R} ^{3}} tramite proiezione stereografica, la sfera di Alexander è un oggetto dentro la sfera {\displaystyle S^{3}}. La sfera standard {\displaystyle S^{2}} separa {\displaystyle S^{3}} in due pezzi, entrambi omeomorfi ad una palla. La sfera di Alexander borda invece una palla da una parte sola.

## Differenziabilità
La sfera di Alexander non è una superficie differenziabile dello spazio {\displaystyle \mathbb {R} ^{3}}: non è infatti differenziabile nei punti dell'insieme di Cantor aggiunto al limite. In questi punti non è ad esempio definito un piano tangente.
Il fatto che la sfera di Alexander non sia differenziabile è cruciale: una sfera differenziabile nello spazio è in effetti sempre equivalente a quella standard, a meno di omeomorfismo di {\displaystyle \mathbb {R} ^{3}}.